# 안야 플로리스
안야 플로리스(Anya Floris, 1991년 9월 29일 ~ )는 코네티컷 출신의 성우자 배우다.

## 주요 경력
그녀는 미국 코네티컷 출생인데 어린 시절에서 대학 시절까지 미국 플로리다 주 사라소타에서 사랐다. 대한민국 거주 외국인 신분으로 아리랑 TV, 미스트로트, EBS 등에서 활약한 인기 방송인이다.

## 출연작

### 대한민국 TV 프로그램
- 2016년 아리랑 국제방송 《아리랑 TV 스페셜》
- 2017년 EBS E 《방과 후 영어》
- 2018년 EBS TV 《장학 퀴즈》
- 2019년 TV 조선 《내일은 미스 트로트》

### 대한민국 라디오 프로그램
- 2018년 EBS FM 《English Go Go》

## 학력
- 미국 캘리포니아 내셔널 대학교 영어영문학과